# مارسل اوگوست دیولافوا
مارسل اوگوست دیولافوا (فرانسوی: Marcel-Auguste Dieulafoy‎؛ ۳ اوت ۱۸۴۴ – ۲۵ فوریه ۱۹۲۰) یک باستان‌شناس و مهندس عمران اهل فرانسه بود. کاوش‌هایش در شهر باستانی شوش برجسته است.
وی شوهر ژان دیولافوا بود.